# Le voci della sera
Le voci della sera è un romanzo breve di Natalia Ginzburg pubblicato nel 1961 da Giulio Einaudi Editore.  

## Trama
Il romanzo si svolge in un paesino non specificato della campagna piemontese. Il fulcro della vita del paese e delle vicende della maggior parte dei personaggi è la fabbrica. 

## Edizioni
- Natalia Ginzburg, Le voci della sera, Torino, Einaudi, 2015, ISBN 9788806229191.